# Pau Relat i Vidal
Pau Relat i Vidal   (Montcada i Reixac, 1968) és un empresari català, president de l'empresa MAT Holding i de Fira de Barcelona des del desembre de 2018.

## Trajectòria
Va estudiar farmàcia a la Universitat de Barcelona, graduant-se el 1991, el mateix any va començar un MBA a IESE que va acabar el 1992. A partir del 1998 comença a treballar a Industrias Químicas del Vallés, empresa que esdevindria MAT Holding després de fusionar-se amb REGABER. El 2004 se'n va convertir en conseller delegat.
El gener de 2017 va ser nomenat president de l'associació d'empresaris FemCat. El desembre de 2018 va ser el candidat de consens per presidir Fira de Barcelona, i Elena Massot el va succeir a FemCat.